# 가면라이더 젯츠
《가면라이더 젯츠》(일본어: 仮面ライダーゼッツ 카멘라이다 젯츠[*], 영어: Kamen Rider Zeztz)는 레이와 라이더의 일곱번째 작품으로, 2025년 9월 7일 방영예정이다.

## 등장인물

### CODE
요로즈 바쿠 (가면라이더 젯츠)이마이 류타로 ■
제로카비라 제이

### 조력자
네무호리구치 마호
요로즈 미나미야기 미키

### 경시청 공안부 괴사과
후지미 테츠야미시마 켄타
나구모 나스카오누키 리나

### 나이트메어
녹스후루카와 유우키

## 키 아이템
캡셈

## 변신벨트 & 도구
젯츠 드라이버

## 무장
브레이캠 젯처
젯츠 폰
젯츠 센서
젯츠 카메라

## 기타 장비
라이선스
캡셈 실린더

## 괴인
나이트메어

## 용어
꿈
CODE
에이전트
나이트메어

## 주제가
오프닝
VISIONS(노래: NAQT VANE)

## 방영 리스트

### 1장
| #  | 에피소드 제목 |
| -- | ------------- |
| 1  |               |
| 2  |               |
| 3  |               |
| 4  |               |
| 5  |               |
| 6  |               |
| 7  |               |
| 8  |               |
| 9  |               |
| 10 |               |
| 11 |               |
| 12 |               |

## 평가
| 이전 가면라이더 가브 2024년 9월 1일 ~ 2025년 8월 31일 | 제 7대 레이와 가면라이더 시리즈 2025년 9월 7일 ~ 방영예정 | 다음 - |